# Apollodoros epikurén
Apollodoros var filosof, anhängare av epikurismen. Han var föreståndare (skolark) för Epikuros trädgård i Aten, före Zenon från Sidon som var hans elev. Han tros ha skrivit cirka 400 böcker, men samtliga har gått förlorade och endast namnet på en av dem är känt, Epikuros liv.